# Han Langen
Han Langen (chinesisch 韩兰根, Pinyin Hán Lán-gēn; * 29. März 1909 in Shanghai; † 27. Januar 1982) war ein chinesischer Schauspieler und Filmregisseur. Während seiner dreißigjährigen Filmkarriere wurde er insbesondere für seine komischen Rollen bekannt und bekam den Spitznamen Skinny Monkey (瘦猴子). Er gehört zu den markantesten Gesichtern des frühen chinesischen Films und spielte in mindestens 100 Filmen.

## Biografie
Han entstammt einer armen Familie aus Shanghai. Er brach im Alter von 15 Jahren die Schule ab. 1926 begann seine Filmkarriere in den in jener Zeit beliebten Martial-Arts-Filmen. 1932 ging Han zur Filmgesellschaft Lianhua (联华). Er trat in den frühen 1930er Jahren in mehreren sozial-realistischen Filmen mit Ruan Lingyu, Jin Yan, Wang Renmai und Li Lili auf und lockerte die ernsthafte Thematik als Nebencharakter gemeinsam mit Zhang Zhizhi mit einer komischen Note auf. Zu den wichtigsten Filmen Hans aus dieser Zeit gehören Tao hua qi xue ji (The Peach Girl, 1931) von Bu Wancang, sowie Ye meigui (Wild Rose, 1932), Xiao Wanyi (Little Toys, 1933), Ti yu huang hou (Queen of Sports, 1934) und Dalu (The Big Road, 1935) von Sun Yu. In Cai Chushengs Yu guang qu (Song of the Fishermen, 1934) spielte Han Langen eine Hauptrolle. Mit Wang Renmai stellt er das an der Moderne zugrunde gehendes Zwillingspaar Xiao Mao und Xiao Hu dar, das in Armut fällt und sich sein Geld als Straßensänger verdienen muss, nachdem die Kleinfischerei von industriellen Unternehmen zurückgedrängt wurde. 
Nach 1935 war Han meist als Komikerpaar mit dem korpulenten Yin Xiucen zu sehen. Wegen ihres Erscheinungsbildes galten sie als „Laurel und Hardy des Ostens“. Ebenso wie Stan Laurel war Han der kreative Kopf des Duos und übernahm mitunter auch die Regie. In ihrem Film王老五 (The Bachelors, 1937) unter der Regie von Cai Chusheng spielte Lan Ping die weibliche Hauptrolle, die später auch unter dem Namen Jiang Qing als Mao Zedongs vierte Frau bekannt wurde.
Auch nach der Besetzung Shanghais durch die Japaner blieb Han in der Stadt und trat während des Zweiten Weltkrieges in komischen Rollen in japanisch-chinesischen Filmen auf, so 1944 in Noroshi wa Shanghai ni agaru (Signal Fires of Shanghai). Bis 1952, als private Filmstudios in China verstaatlicht wurden, hatte er regelmäßig Filmauftritte. Danach schloss er sich einer Theatergruppe an. Einen letzten Film mit Yin drehte er noch 1957, doch dieser fand wegen der Anti-Rechts-Bewegung 1957/58 keinen Kinoverleih.